# Александър Крунев
Алекса̀ндър Кру̀нев е български оперен певец-баритон.

## Биография
Александър Крунев е роден на 7 октомври 1962 година в град София. През юни 1990 г. завършва Държавната музикална академия „Панчо Владигеров“ – София. Дебютът му е на 16 януари 1990 година на сцената на Държавна опера – Пловдив в ролята на Жорж Жермон от „Травиата“.
От 1990 година е солист на Държавна опера – Пловдив. В репертоара му са включени автори като Джузепе Верди, Джакомо Пучини, Руджеро Леонкавало, Пиетро Маскани, Жорж Бизе, Гаетано Доницети, Волфганг Амадеус Моцарт, Пьотър Чайковски, Александър Бородин, Джоакино Росини, Ленърд Бърнстейн, Карл Орф, Лудвиг ван Бетховен и други. Изнася концерти и участва в оперни спектакли на много големи европейски и световни сцени – Германия, Съединените американски щати, Япония, Испания, Холандия, Белгия, Корея, Гърция, Полша, Румъния, Англия, Швейцария и много други.
В репертоара на певеца са включени солистичните баритонови партии от „Севилският бръснар“ на Росини; „Любовен еликсир“, „Лучия ди Ламермур“, „Дон Паскуале“ на Доницети; „Набуко“, „Ернани“, „Риголето“, „Трубадур“, „Бал с маски“, „Силата на съдбата“, „Дон Карлос“, „Аида“, „Отело“ на Верди; „Манон Леско“, „Бохеми“, „Тоска“, „Мадам Бътерфлай“, „Турандот“ на Пучини; „Княз Игор“ на Бородин, „Кармен“ на Бизе; „Евгений Онегин“ на Пьотър Илич Чайковски и др.
Александър Крунев има богат кантатно-ораториален репертоар с „Коронационна меса“ на Моцарт, „Тържествена меса“ и Девета симфония на Бетовен, „Кармина Бурана“ на Карл Орф, „Един цар“ на Стравински и др. Постоянен гост е на всички български оперни театри. Гастролирал е многократно в Италия, Германия, Франция, Холандия, Белгия, Англия, Дания, Испания, Полша, Румъния, Македония, Южна Корея, Япония и др. Има студийни записи в БНР и БНТ.
През 2012 година Русенската и Бургаската опера честват 50-годишния юбилей на певеца. В София той е честван на 21 март 2013 с участието му в операта „Княз Игор“. Синът му се казва Борис.
В периода 1990 – 2010 г. е солист последователно на Държавна опера – Пловдив и Националната опера и балет – София. Александър Крунев е солист на Държавна опера – Русе.